# Corridor économique Inde-Moyen-Orient-Europe
Pour les articles homonymes, voir IMEC.

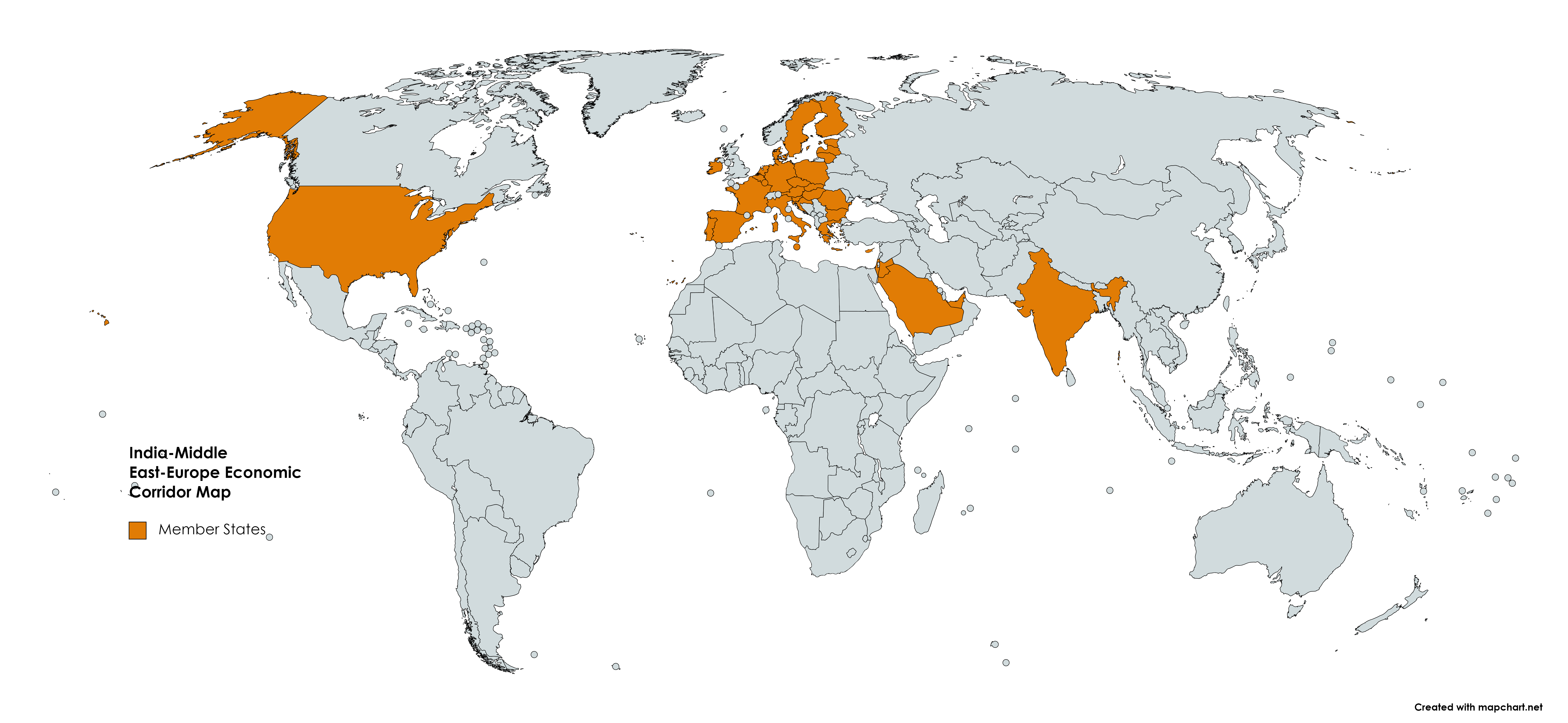
Pays fondateurs

Le Corridor économique Inde-Moyen-Orient-Europe (en anglais : India-Middle East-Europe Economic Corridor, sigle IMEC) est un projet de couloir logistique officialisé par un accord conclu lors du sommet du G20 de 2023 à New Delhi, destiné à relier l'Inde, le Moyen-Orient et l'Europe par des chemins de fer, des lignes maritimes, des pipelines et des câbles à haut débit.

## Le projet de corridor
Le corridor devrait suivre une trajectoire de plus de 4 800 km en partant des côtes indiennes par la mer pour arriver aux Émirats arabes unis, traversant ensuite l'Arabie saoudite, la Jordanie et Israël en transport ferroviaire, avant d'atteindre l'Europe en bateau. Son objectif est de faciliter le commerce de marchandises, mais aussi d'électricité produit à partir d'énergies renouvelables via des câbles. Le projet prévoit aussi un « couloir d'hydrogène » reliant les villes portuaires de Dubaï, Djeddah (Arabie saoudite), Haïfa (Israël) des ports européens. En janvier 2024, les attaques des houthis en Mer Rouge renforcent la détermination d'Israël à faire avancer ce projet de corridor terrestre reliant l'Inde à l'État hébreu via Abou Dhabi. Le ralentissement du trafic maritime traversant le détroit de Bab-el-Mandeb accélère le trafic terrestre sur des itinéraires alternatifs traversant également l'Arabie saoudite et la Jordanie, ce que certains analystes considèrent comme un test pour le corridor IMEC,.

## Enjeu géopolitique
Son enjeu est largement géopolitique puisque ce projet se concrétise dans le contexte d'une polarisation du monde provoquée par la guerre en Ukraine, dans laquelle deux blocs, l'un occidental et l'autre pro-russe, se disputent, à l'instar de la guerre froide, le soutien des pays émergents d'Afrique et d'Asie. Rapprocher le Moyen-Orient et l'Inde de l'Europe pourrait être une initiative reconstruisant l'antique route des Indes répondant à la « Nouvelle route de la soie » initiée par la Chine, l'un des principaux soutiens étrangers de la Russie. En outre, ce projet pourrait faciliter une éventuelle normalisation des relations diplomatiques entre Israël et l'Arabie saoudite. Ce plan permet en attendant à Riyad de se rapprocher de l'État hébreu tout en évitant d'officialiser une normalisation, tout en apportant de nombreux avantages économiques à l'Arabie saoudite dont Mohammed ben Salmane ambitionne de faire de son pays un « hub » de tous les secteurs. Il bénéficie aussi à l'Inde dont les Émirats arabes unis et l'Arabie saoudite sont les troisième et quatrième plus grands partenaires commerciaux bilatéraux, mais aussi dans sa concurrence avec la Chine comme principale puissance économique asiatique. Riyad semble par ailleurs vouloir établir un climat de confiance avec Tel-Aviv dans le cadre des négociations sur la normalisation.
Pour Manama et Abou Dhabi, deux signataires des accords d'Abraham, les motivations politiques et économiques sont assumées et marquée par une priorité de plus grande coopération économique, militaire et technique avec Israël pour faire face à la menace de l'Iran.
Ce projet est néanmoins mal accueilli en Jordanie, dont une large part de la population est d'origine palestinienne, marquée par des manifestations d'opposition où ce projet est appelé « le pont terrestre sioniste ». Mais le gouvernement, sachant son pays dépendant d'Israël pour ses importations de gaz bon marché et d'eau potable, ne semble pas envisager de renoncer aux avantages commerciaux qui lui apporterait ce corridor.

## Date et lieu de signature
Le 10 septembre 2023, le Mémorandum d'entente (MoU) a été signé lors du sommet du G20 de 2023 à New Delhi par les gouvernements de l'Inde, des États-Unis, des Émirats arabes unis, de l'Arabie saoudite, de la France, de l'Allemagne, de l'Italie et l'Union européenne,,.

## Entreprises impliquées
Dans le secteur de la logistique, la société émiratie Puretrans propose sur son site Internet des liaisons en camion de Bahreïn à Haïfa, parcourant 1 600 kilomètres en deux ou trois jours, et de Dubaï à Haïfa, sur 2 500 kilomètres en trois ou quatre jours. L'entreprise israélienne Trucknet (d)  propose le même service de transport, avec une extension jusqu'en Égypte. En décembre 2023, ces deux sociétés de transport émiratie et israélienne annoncent la signature d'un partenariat intégrant la société portuaire de Dubaï DP World pour livrer des marchandises du Golfe jusqu'au port de Haïfa, et inversement.

## Implications nationales
En France, le président Emmanuel Macron a chargé Gérard Mestrallet comme représentant officiel. Il s'agit du premier pays à désigner une personne pour s'occuper du dossier.

## Réactions politiques
En septembre 2023, le président turc Recep Tayyip Erdogan a critiqué le projet car il contourne la Turquie et il s'est engagé en faveur d'un itinéraire alternatif, le Projet de « route du développement », qui vise à relier le  golfe Persique à l'Europe par un chemin de fer et une route via des ports des Émirats arabes unis, du Qatar et de l'Irak, y compris le grand port de El Faw (en) en construction,.